# Užpaliai
Užpaliai is een plaats in de gemeente Utena in het Litouwse district Utena. De plaats telt 877 inwoners (2001).